# Daewoo K1
El Daewoo K1/K1A es un fusil de asalto surcoreano de fuego selectivo desarrollado por la Agencia para el Desarrollo de la Defensa (ADD) y fabricado por Daewoo Precision Industries (actual S&T Motiv) y Dasan Machineries (desde 2016). Entró en servicio en las Fuerzas Armadas de la República de Corea en 1981. Aunque el K1 usa la munición .223 Remington, el Ejército de Corea del Sur y el fabricante lo consideran como un subfusil porque el K1 estaba destinado a reemplazar el subfusil M3.

## Desarrollo
En 1976, el Comando Especial de Guerra del Ejército de la República de Corea solicitó una nueva arma para reemplazar el subfusil M3. Al año siguiente, ADD lanzó un proyecto derivado del rifle XB, que comenzó en 1972 para reemplazar los M16A1 con armas autóctonas. Según las exigencias del ROKASWC, el nuevo subfusil debía adquirir mayor potencia de fuego, peso ligero, rentabilidad y fácil acceso a piezas de repuesto. Los primeros prototipos se fabricaron en 1980 y entraron en servicio en 1981 tras una serie de pruebas de campo.
Pero debido al diseño de su bocacha, el K1 presentó serios problemas en servicio con las Fuerzas Armadas de la República de Corea. La versión original tenía retroceso excesivo, ruido, flash y culata débil debido al aumento de la potencia de fuego. Estos problemas causaron dificultades para apuntar, especialmente durante operaciones nocturnas.
Estas deficiencias se solucionaron posteriormente mediante el desarrollo y la adopción de una nueva bocacha que tiene tres orificios en el cuadrante superior derecho para limitar el movimiento del cañón bajo fuego rápido y reduce el destello a un tercio del del K1 inicial. Esta nueva versión del K1 se conoce como K1A y su producción comenzó en 1982. Todos los subfusiles K1 en servicio fueron modificados posteriormente al estándar K1A.
El K1A suele combinarse con el sistema de integración de riel PVS-4K. Se considera un candidato potencial para la "Plataforma Guerrera", un proyecto de infantería coreano de próxima generación.
Desde 2014, el K1A recién producido y modificado recibió un nuevo cañón adecuado para disparar la munición de 5,56 x 45 mm OTAN.

## Diferencias
La mayoría de las veces, el subfusil K1 es considerado una versión carabina del rifle de asalto Daewoo K2. Sin embargo, aunque las dos armas comparten una historia de desarrollo, son muy diferentes entre sí por las siguientes razones:
- El desarrollo del K1 se completó antes que el K2.[5]
- El K1 usa el sistema de gas de impacto directo, mientras que el K2 usa el sistema de pistón de gas estilo AK-47.[5]
- El K1 tiene un ánima rayada de 1 en 12 para la munición .223 Remington, mientras que el K2 tiene un ánima rayada de 1 en 7,3 para la munición 5,56 × 45 mm OTAN.[5]

La versión carabina del K2 llamada K2C fue desarrollada y mostrada al público en 2012 por S&T Motiv.

## Variantes
- XK1: Prototipo experimental.
- K1: Primera variante producida en masa. Cada K1 ha sido modificado al estándar K1A.
- K1A: Segunda variante mejorada producida en masa.
  - MAX-1: Versión semiautomática del K1A para el mercado civil, de .223 Remington.[6]
  - K1A1: Versión civil del K1A con cañón más largo para 5,56x45 mm OTAN.

## Usuarios
- Camboya: Usado por el Comando de Fuerzas Especiales.[7] 137 K1A fueron vendidos al gobierno camboyano.[8]
- Corea del Sur: Subfusil estándar de las Fuerzas Armadas de la República de Corea.[1] Será reemplazado por el subfusil K16.
- Papúa Nueva Guinea[9]
- Senegal: Recibió 280 fusiles K1A en 2003.[10]
- Singapur: 855 K1A fueron vendidos a Singapur según un informe de armas ligeras del SIPRI en 2019.[8]

## Reemplazo futuro
El Daewoo K2C, una versión de carabina mejorada del rifle K2, fue entregado al Comando Especial de Guerra del Ejército de la República de Corea para ser probado. Después de una serie de pruebas, el K2C fue rechazado. En cambio, las Fuerzas Armadas de la República de Corea lanzaron un concurso para reemplazar el K1A por un nuevo fusil.
El 13 de junio de 2020, el Comando Especial de Guerra del Ejército de la República de Corea anunció que la DSAR15PC había sido seleccionada como su nueva carabina de servicio para reemplazar la carabina K1A. El DSAR15P está basado en el CAR 816 y otras armas tipo AR-15, y la versión carabina tiene un cañón de 29,2 cm y pesa 3 kg. Inicialmente se entregaron 1.000 carabinas y en 2023 se entregarán 15.000.